# 尹杰沃伊沃达
尹杰沃伊沃达（英語：Indzhe Voivoda），简称尹城， 是保加利亚东南部布尔加斯州索佐波尔市一个村庄。